# Maginus
Maginus est un cratère lunaire situé sur les hautes terres du sud de la face visible de la Lune.
Le cratère Maginus est situé à côté des grands cratères Clavius et Tycho et au sud-est du cratère Deluc. Le contour du cratère Maginus est fortement érodé, de multiples cratères se chevauchent à travers le côté oriental. Le mur du rebord est percé dans sa partie sud-est par le cratère satellite "Maginus C". Le fond du cratère est relativement plat avec deux pics centraux de faible amplitude.
En 1935, l'Union astronomique internationale a attribué à ce cratère le nom de l'astronome et mathématicien italien  Giovanni Antonio Magini.

## Cratères satellites
Par convention, les cratères satellites sont identifiés sur les cartes lunaires en plaçant la lettre sur le côté du point central du cratère qui est le plus proche du centre du cratère principal de Maginus. 
| Maginus | Latitude | Longitude | Diamètre |
| ------- | -------- | --------- | -------- |
| A       | 48.8° S  | 4.4° W    | 14 km    |
| B       | 52.4° S  | 6.2° W    | 12 km    |
| C       | 51.7° S  | 9.4° W    | 42 km    |
| D       | 47.9° S  | 2.2° W    | 40 km    |
| E       | 49.0° S  | 1.4° W    | 37 km    |
| F       | 48.9° S  | 8.2° W    | 18 km    |
| G       | 48.0° S  | 7.6° W    | 23 km    |
| H       | 52.5° S  | 10.0° W   | 15 km    |
| J       | 49.9° S  | 2.8° W    | 8 km     |
| K       | 47.4° S  | 3.9° W    | 31 km    |
| L       | 49.2° S  | 8.9° W    | 11 km    |
| M       | 50.4° S  | 9.3° W    | 10 km    |
| N       | 48.5° S  | 9.0° W    | 24 km    |
| O       | 50.6° S  | 12.6° W   | 12 km    |
| P       | 50.7° S  | 11.8° W   | 10 km    |
| Q       | 50.8° S  | 2.3° W    | 9 km     |
| R       | 48.9° S  | 10.4° W   | 9 km     |
| S       | 49.7° S  | 1.4° W    | 13 km    |
| T       | 52.3° S  | 7.1° W    | 6 km     |
| U       | 47.4° S  | 8.2° W    | 9 km     |
| V       | 49.3° S  | 7.3° W    | 9 km     |
| W       | 49.3° S  | 7.8° W    | 8 km     |
| X       | 51.3° S  | 7.6° W    | 7 km     |
| Y       | 51.8° S  | 9.1° W    | 7 km     |
| Z       | 50.2° S  | 3.6° W    | 18 km    |